# Spiritus Paraclitus (encyclique)
Pour les articles homonymes, voir Spiritus Paraclitus.
Spiritus Paraclitus est la septième encyclique du pape Benoît XV, publiée le 15 septembre 1920 à l'occasion du quinzième centenaire de la mort de saint Jérôme et consacrée au thème des études bibliques. Le même sujet avait déjà été traité par l'encyclique Providentissimus Deus du pape Léon XIII et repris par l'encyclique Divino Afflante Spiritu du pape Pie XII.
Spiritus Paraclitus préconise l'exégèse traditionnelle, basée sur la méthode de saint Jérôme et condamne la méthode historico-critique à l'étude de la Bible du Père Marie-Joseph Lagrange, fondateur de l'École biblique et archéologique française de Jérusalem.